# EMCN
EMCN‏ (Endomucin) هوَ بروتين يُشَفر بواسطة جين EMCN في الإنسان.